# Sister Sledge
Sister Sledge (укр. Сістер Следж) — американський музичний вокальний гурт з Філадельфії, штат Пенсільванія. Створений в 1971 році гурт складався з сестер Деббі, Джоні, Кім і Кеті Следж. Брати й сестри досягли міжнародного успіху в розпал ери диско. У 1979 році вони випустили свій проривний альбом We Are Family, який посів третє місце в Billboard 200 і включав американські топ-10 синглів 1979 року «He's the Greatest Dancer» і «We Are Family». «We Are Family» отримав номінацію на премію «Греммі» за найкраще R&B виконання дуетом або гуртом з вокалом.
Інші їхні сингли в США включають ремейк 1982 року хіта Мері Уеллс 1964 року «My Guy», «Mama Never Told Me» (1973) і «Thinking of You» (1984), після яких досягли першого місця в чарті UK Singles Chart з пісня «Frankie» у 1985 році. Реміксовані версії трьох їхніх синглів у 1993 році повернули їх до британського топ-20. Хоча Кеті розпочала сольну кар'єру в 1989 році, вона продовжувала гастролювати з гуртом (при цьому Кеті час від часу приєднувалася для одноразових виступів і кілька випусків у 1990-х). У 2015 році Sister Sledge виступали для Папи Францискана Всесвітньому фестивалі сімей у Філадельфії.

## Дискографія
- Circle of Love (1975)
- Together (1977)
- We Are Family (1979)
- Love Somebody Today (1980)
- All American Girls (1981)
- The Sisters (1982)
- Bet Cha Say That to All the Girls (1983)
- When the Boys Meet the Girls (1985)
- And Now… Again (1992)
- African Eyes (1997)
- Style (2003)